# Agelanthus subulatus
Agelanthus subulatus är en tvåhjärtbladig växtart som först beskrevs av Adolf Engler, och fick sitt nu gällande namn av R.M. Polhill & D. Wiens. Agelanthus subulatus ingår i släktet Agelanthus och familjen Loranthaceae. Inga underarter finns listade i Catalogue of Life.